# Пески (Волынская область)
Пе́ски (укр. Піски) — село в Берестечковской городской общине Луцкого района Волынской области Украины.
До 2020 года входило в Гороховский район.
Код КОАТУУ — 0720885801. Население по переписи 2001 года составляет 730 человек. Почтовый индекс — 45767. Телефонный код — 3379. Занимает площадь 17,206 км².